# Raïon d'Inza
Le raïon d'Inza (И́нзенский райо́н, Inzenski raïon) est une entité administrative territoriale de Russie de type arrondissement (raïon) dans l'oblast d'Oulianovsk. Son siège administratif est la ville d'Inza.

## Géographie
L' arrondissement se trouve à l'ouest de l'oblast. Il confine aux raïons de Bazarny Syzgan, de Karsoun et de Vechkaïma, ainsi qu'à la république de Mordovie et l'oblast de Penza.
Il s'étend sur 2020,2 km², ce qui représente 5,4 % du territoire de l'oblast d'Oulianovsk.

## Histoire
Le raïon d'Inza est formé en 1929 de territoires issus de l'ouïezd de Karsoun et de l'ouïezd de Gorodichtché avec Inza comme siège. Il fait partie alors de l'okroug de Syzran (oblast de la Moyenne-Volga). En 1930, il fait partie du kraï de la Moyenne-Volga, en 1935, du kraï de Kouïbychev et une partie du raïon se retrouve dans le raïon de Bazarny Syzgan de nouveau formé. En 1936, le kraï de Kouïbychev devient l'oblast de Kouïbychev.
En janvier 1943, le raïon d'Inza entre dans l'oblast d'Oulianovsk. Le raïon de Bazarny Syzgan est supprimé en 1956 et son territoire entre dans le raïon d'Inza. En 1989, le raïon de Bazarny Syzgan est de nouveau formé.
Le 29 mai 2005, la municipalité urbaine d'Inza est formée et supprimée en 2013. Le 13 février 2006, le drapeau du raïon est approuvé sous le n° 2192 du registre héraldique d'État de la fédération de Russie.

## Population
- 2010 : 33877 habitants
- 2015 : 31094 habitants
- 2017 : 30145 habitants
- 2021 : 26980 habitants

## Subdivisions administratives
Le raïon d'Inza est divisé en deux municipalités urbaines: celle d'Inza (16 533 habitants en 2020 dans trois localités) et celle de Glotovka (2 129 habitants en 2020 dans quatre localités); et en six conseils ruraux:
- Conseil rural de Korjevka (1 254 habitants dans onze localités)
- Conseil rural d'Oskino (2 675 habitants dans douze localités)
- Conseil rural de Siouksioum (361 habitants dans dix localités)
- Conseil rural de Tcheriomouchki (1 169 habitants dans neuf localités)
- Conseil rural de Trousleïka (1 769 habitants dans huit localités)
- Conseil rural de Valgoussy (1 090 habitants dans dix localités)

NB: Chiffres du recensement de 2020.
Localités de peuplement supprimées
- Le 10 décembre 2002, le village de Nikoulino du conseil rural de Bolchoïe Borissovo est supprimé[2].
- Kitovski est supprimé en 1913 pour devenir un quartier d'Inza.
- Kitovka est supprimé en 1946 pour devenir un quartier d'Inza.
- Pazoukhino est supprimé en 1946 pour devenir un quartier d'Inza.
- Krasnaïa Slobodka est supprimé en 1946 pour devenir un quartier d'Inza.

## Économie
De grandes entreprises industrielles sont implantées à Inza, comme une usine de diatomées, une usine de travail du bois, une usine de non-tissés et une usine de transformation du bois.